# Chiesetta di Santa Maria di Portosalvo
La Chiesetta di Santa Maria di Portosalvo (detta di San Francesco) è un edificio religioso di Scoglitti, in provincia di Ragusa.
Essa è la chiesa più antica di Scoglitti; nel 1925 divenne la prima sede parrocchiale poi spostata nel 1937 nella nuova e più grande Chiesa Madre di Santa Maria di Portosalvo.

## Storia
La Chiesa sorse a fine del Settecento come cappella privata dei Marchesi Ferreri, con il titolo di Santa Maria di Portosalvo.
Con la fine della feudalità (1812) fu curata dai pescatori e da allora svolse il ruolo di chiesa di Scoglitti, specie dopo che nel 1834 era andato distrutto, a causa di un incendio, l'antico santuario cristiano-bizantino sul promontorio di Kamarina dedicato alla Madonna Assunta di Cammarana. I pescatori riuscirono a salvare dalle fiamme l'antica statua dell'Assunta di Cammarana del 1685 e la portarono nella chiesetta chiamandola Santa Maria di Portosalvo e ponendo ai suoi piedi una barchetta con un pescatore (simbolo della realtà marittima di Scoglitti) e due divinità a poppa e prua (a testimonianza del legame con l'antico Santuario cristiano-bizantino sorto sui resti di un tempio pagano dedicato alla dea Minerva) per renderla propria.
Da allora il culto dell'Assunta di Cammarana, patrona di tutto il comprensorio di Kamarina e di tutta la costa e il territorio circostante, si fuse con quello della patrona di Scoglitti, Santa Maria di Portosalvo.
La settecentesca chiesetta di Santa Maria di Portosalvo, venne eretta definitivamente parrocchia con un decreto del 1925 da parte dell'arcivescovo di Siracusa Mons. Giacomo Carabelli, ma risultò essere ormai troppo piccola per accogliere la popolazione crescente di Scoglitti.
Pertanto si provvide a costruire una nuova sede parrocchiale in una nuova chiesa omonima alla chiesetta settecentesca che per differenziarla dalla nuova Chiesa Madre oggi viene chiamata (senza dedicarla o intitolarla al santo) "chiesa di San Francesco" anche se la vera titolare rimane sempre Santa Maria di Portosalvo.
Nel maggio del 1937 fu completata la nuova Chiesa Madre e il 23 maggio 1937 fu consacrata e intitolata a Santa Maria di Portosalvo dall'arcivescovo di Siracusa S.E.Mons Ettore Baranzini il quale volle che nel pomeriggio, il simulacro della patrona fosse portato in processione, partendo dalla chiesetta di Santa Maria di Portosalvo, fosse portato definitivamente nella nuova chiesa Madre, lasciando per sempre la sua chiesetta.

## Descrizione
La chiesetta al suo interno si presenta ad unica navata con abside semicircolare e un arco a tutto sesto che poggia su due pilastri che dividono l'aula liturgica dal presbiterio.
La chiesa anticamente aveva il catino absidale affrescato con un cielo stellato e un altare maggiore dove vi era la statua della patrona Santa Maria di Portosalvo del 1685 (oggi in chiesa Madre) coperta da un quadro raffigurante l'assunzione di Maria (oggi in chiesa Madre) che veniva tolto durante la quindicina dell'Assunta. Nelle altre nicchie si trovavano le statue di: "San Franciscuzzu"(oggi in chiesa Madre), San Giuseppe, Il Crocefisso, Santa Lucia e Sant'Antonio di Padova.
La chiesetta venne restaurata tra la fine degli anni 90 del 1900 e gli inizi del 2000 togliendo l'affresco ormai rovinato, arricchendola di stucchi, rifacendo interamente il tetto a capriate, collocando un nuovo altare e inserendo nella nicchia centrale la statua di San Francesco di Paola e nelle altre nicchie: l'Addolorata, il Crocefisso, un quadro raffigurante il ritrovamento (a mare) della statua di "San Franciscuzzu" e Sant'Antonio di Padova.

## Esterno
La facciata della chiesetta si divide in due ordini divisi da un cornicione.
Al primo ordine troviamo all'estremità due lesene, al centro il portone con due semicolonne che sorreggono un arco sormontato da un timpano.
Al secondo ordine troviamo al centro un campanile a vela di gusto barocco sormontato dalla Croce, che ospita due piccole campane, con alle estremità una balaustra in pietra e alle estremità 2 piedistalli.
Dopo i restauri, avvenuti tra la fine degli anni 90 del 1900 e gli inizi del 2000, sul lato destro della facciata venne realizzata una composizione in maiolica di Caltagirone raffigurante l'attraversamento di San Francesco di Paola dello stretto di Messina, sul timpano del portone venne collocata una statuetta raffigurante il santo, e sui piedistalli all'estremità del secondo ordine vennero collocate due statuine di angioletti.